# 飛騨忍法帖
『飛騨忍法帖』（ひだにんぽうちょう）は、山田風太郎の時代小説。忍法帖シリーズの一作。『週刊漫画サンデー』（実業之日本社）に1960年2月29日号から9月24日号まで『飛騨幻法帖』の題名で連載され、単行本刊行時に『飛騨忍法帖』、さらに文庫版刊行時には『軍艦忍法帖』と改題された。幕末を舞台に飛騨幻法が近代兵器と対決する物語。

## 登場人物

### 主人公と飛騨衆
- 乗鞍丞馬 - 飛騨幻法を使う忍者。主人公。

- 檜夕雲斎 - 高山陣屋郡代師範。丞馬の幻法の師匠。
- 片桐直人 - 高山陣屋の侍。
- 土屋蓮之丞 - 同じく高山陣屋の侍。
- 小見山大六 - 同上。
- 堀甚十郎 - 同上。
- 中西半兵衛 - 同上。
- 狭霧 - 夕雲斎の娘。
- 小笹 - 土屋蓮之丞の妹。片桐直人の許嫁。
- お柳 - 飛騨高山の町娘。
- おゆん - 神官の娘。
- お藤 - 茶屋の娘。

### 江戸の人々
- 宗像主水 - 旗本。勝海舟に師事する。直心影流の達人。
- 美也 - 講武所奉行の娘。
- 勝海舟 - 旗本。べらんめい調で話す。

### 敵の近代兵器使い
- 宇陀久我之介 - 旗本。騎馬隊を指揮する。
- 鴉田門五郎 - 同じく旗本。6連発のコルト拳銃の名手。
- 筧伝八郎 - 同上。シャスポー銃の達人。
- 玉虫兵庫 - 同上。ナポレオン・カノン砲を撃つ。
- 烏帽子右近 - 同上。軍艦を操縦する。

## 登場する幻法vs近代兵器
- 断鉄幻法 - 素手で剣を握り潰し砕く。
- 水紗幻法 - 水を口に含み上に吹き上げると、水の幕となる。
- 火焔幻法 - 油を含んだ場合は、口から火炎を吐き出す。
- 山彦幻法 - 遠い所から声だけ耳元で聞こえる。
- 飛魂幻法 - 髪の毛を引き抜いて、吹き飛ばすと相手にからみつき、絞め殺す。
- 死恋幻法 - 離断した肉体の一部に生命力を注ぎ込み、術者の死亡後も自立して敵を討たせる。他の幻法を使用できなくなった状態を補う最後の幻法。
- 拳銃・鉄砲・大砲・騎馬隊・軍艦 - 敵の旗本五人が得意とする近代兵器。

## 備考
山田風太郎作品で、主人公や悪役が使う技が「忍法」ではなく「幻法」なのは、本作と『武蔵野水滸伝』のみである。